# Work This Out
Pistes de High School Musical 2
Fabulous You Are the Music in Me
Work This Out (Se mettre au travail en anglais) est une chanson issue du téléfilm High School Musical 2 et publiée le 24 septembre 2007 aux États-Unis. La chanson est chantée par Troy Bolton, Gabriella Montez, Chad Danforth, Taylor McKessie, et les Wildcats, personnages interprétés par Zac Efron, Vanessa Hudgens, Corbin Bleu, Monique Coleman et d'autres membres du casting.

## Place dans le téléfilm
Troy Bolton a fait engager les Wildcats et Gabriella Montez dans le club de lavaspring, mais sur ordre de Sharpay, Mr Fulton essaie de les décourager pour qu'ils démissionnent. Découragés, ceux-ci sont sur le point de rendre leur tablier, mais Troy et Gabriella parviennent à les convaincre de rester car ils seront ensemble et c'est ce qui compte, la chanson pour les remotiver est interprétée dans la cuisine du club où ils travaillent